# Кобилін-Поґожалкі
Кобилін-Поґожалкі (пол. Kobylin-Pogorzałki) — село в Польщі, у гміні Кобилін-Божими Високомазовецького повіту Підляського воєводства.
Населення — 125 осіб (2011).
У 1975-1998 роках село належало до Ломжинського воєводства.

## Демографія
Демографічна структура станом на 31 березня 2011 року:
|          | Загалом | Допрацездатний вік | Працездатний вік | Постпрацездатний вік |
| -------- | ------- | ------------------ | ---------------- | -------------------- |
| Чоловіки | 64      | 11                 | 40               | 13                   |
| Жінки    | 61      | 19                 | 23               | 19                   |
| Разом    | 125     | 30                 | 63               | 32                   |